# Великогаевская сельская община
Великогаевская сельская община (укр. Великогаївська сільська громада) — территориальная община в Тернопольском районе Тернопольской области Украины.
Административный центр — село Великие Гаи.
Население составляет 11187 человек. Площадь — 141,2 км².
В соответствии с распоряжением Кабинета Министров Украины от 12 июня 2020 года, в состав общины вошла территория Баворовского, Великогаевского, Грабовецкого, Дичковского, Козовского, Скомороховского и Толстолугского сельских советов Тернопольского района, а также села Кипячка, ранее подчинявшегося Великоберезовицкому поселковому совету Тернопольского района.

## Населённые пункты
В состав общины входит 15 сёл:
- Великие Гаи
- Баворовский старостинский округ:
  - Баворов
  - Заставье
- Грабовецкий старостинский округ:
  - Белоскирка
  - Грабовец
- Дичковский старостинский округ:
  - Дичков
  - Красовка
- Козовский старостинский округ:
  - Козовка
- Скомороховский старостинский округ:
  - Прошова
  - Скоморохи
  - Смолянка
  - Теофиловка
- Толстолугский старостинский округ:
  - Застенка
  - Кипячка
  - Толстолуг